# Kanton Troyes-1
Troyes-1 is een kanton van het Franse departement Aube. Het kanton maakt deel uit van het arrondissement Troyes. Het telt 20.987 inwoners in 2018.

## Gemeenten
Het kanton Troyes-1 omvatte tot 2014 de volgende gemeenten:
- Saint-Parres-aux-Tertres
- Troyes (deels, hoofdplaats)
- Villechétif

Door de herindeling van de kantons bij decreet van 21 februari 2014, mat uitwerking op 22 maart 2015, werd het kanton herleid tot een deel van de gemeente Troyes, met ongeveer 1/3 van de inwoners van deze gemeente.